# Dársena

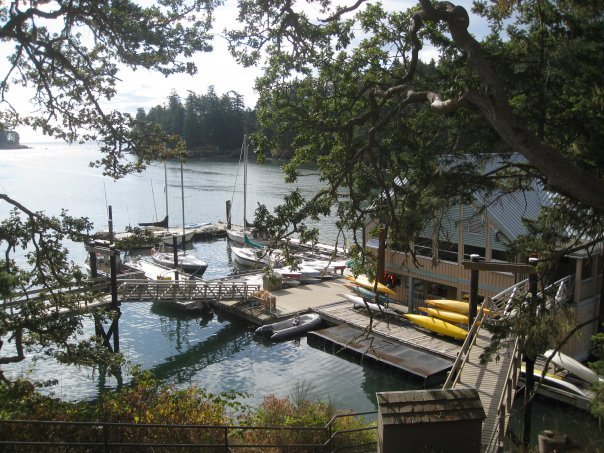
Dársena en Lester B. Pearson College, institución de enseñanza ubicada en Victoria, Columbia Británica, Canadá.

Una dársena es la parte resguardada artificialmente, en aguas navegables, para el surgidero o para la carga y descarga cómoda de embarcaciones.

## Etimología
Dársena deriva del en árabe: دار الصناعة‎ dār aṣ-ṣinā‘ah (de دار dār, «casa» y الصناعة aṣ-ṣinā‘ah, «el arte, la fábrica»), que significa «casa de la fábrica», refiriéndose originalmente a un muelle donde se fabricaban y reparaban embarcaciones. El término dār aṣṣinā‘ah también da origen a las palabras arsenal y atarazana.